# Mirza Mujčić
Mirza Mujčić (sinh ngày 7 tháng 4 năm 1994) là một cầu thủ bóng đá người Thụy Điển gốc Bosnia hiện đang thi đấu ở vị trí hậu vệ cho câu lạc bộ Thụy Sĩ Neuchâtel Xamax.

## Sự nghiệp thi đấu

### Schaffhausen
Đầu tháng 1 năm 2020, Mujčić gia nhập FC Schaffhausen cho đến hết mùa giải.

### Xamax
Ngày 15 tháng 5 năm 2022, Mujčić chuyển đến Neuchâtel Xamax theo bản hợp đồng kéo dài 2 năm.